# Seznam pokémonů
Seznam pokémonů obsahuje na 1 025 fiktivních druhů bytostí, které se objevily v japonských videohrách společnosti Nintendo. Prvními videohrami série Pokémon jsou Pokémon Red & Blue z roku 1996 a zatím posledními Pokémon Scarlet & Violet z roku 2022.

## Seznam pokémonů
| Generace    | Roky       | Region       | Hlavní tituly                                  | Platformy                    | Počet pokémonů | Počet pokémonů  | Počet pokémonů |
| Generace    | Roky       | Region       | Hlavní tituly                                  | Platformy                    | Noví ve hře    | Noví v generaci | Celkem         |
| ----------- | ---------- | ------------ | ---------------------------------------------- | ---------------------------- | -------------- | --------------- | -------------- |
| 1. generace | 1996–1999  | Kanto        | Red, Green & Blue a Yellow                     | Game Boy, Nintendo 3DS       | 151            | 151             | 151            |
| 2. generace | 1999–2002  | Johto, Kanto | Gold & Silver a Crystal                        | Game Boy Color, Nintendo 3DS | 100            | 100             | 251            |
| 3. generace | 2002–2006  | Hoenn        | Ruby & Sapphire a Emerald                      | Game Boy Advance             | 135            | 135             | 386            |
| 3. generace | 2002–2006  | Kanto        | FireRed & LeafGreen                            | Game Boy Advance             | žádné          | 135             | 386            |
| 4. generace | 2006–2010  | Sinnoh       | Diamond & Pearl a Platinum                     | Nintendo DS                  | 107            | 107             | 493            |
| 4. generace | 2006–2010  | Johto, Kanto | HeartGold & SoulSilver                         | Nintendo DS                  | žádné          | 107             | 493            |
| 5. generace | 2010–2013  | Unova        | Black & White a Black 2 & White 2              | Nintendo DS                  | 156            | 156             | 649            |
| 6. generace | 2013–2016  | Kalos        | X & Y                                          | Nintendo 3DS                 | 72             | 72              | 721            |
| 6. generace | 2013–2016  | Hoenn        | Omega Ruby & Alpha Sapphire                    | Nintendo 3DS                 | žádné          | 72              | 721            |
| 7. generace | 2016–2019  | Alola        | Sun & Moon                                     | Nintendo 3DS                 | 81             | 88              | 809            |
| 7. generace | 2016–2019  | Alola        | Ultra Sun & Ultra Moon                         | Nintendo 3DS                 | 5              | 88              | 809            |
| 7. generace | 2016–2019  | Kanto        | Let's Go, Pikachu! & Let's Go, Eevee!          | Nintendo Switch              | 2              | 88              | 809            |
| 8. generace | 2019–2022  | Galar        | Sword & Shield                                 | Nintendo Switch              | 81             | 96              | 905            |
| 8. generace | 2019–2022  | Galar        | rozšíření The Isle of Armor a The Crown Tundra | Nintendo Switch              | 8              | 96              | 905            |
| 8. generace | 2019–2022  | Sinnoh       | Brilliant Diamond & Shining Pearl              | Nintendo Switch              | žádné          | 96              | 905            |
| 8. generace | 2019–2022  | Hisui        | Legends: Arceus                                | Nintendo Switch              | 7              | 96              | 905            |
| 9. generace | 2022–dosud | Paldea       | Scarlet & Violet                               | Nintendo Switch              | 105            | 120             | 1025           |
| 9. generace | 2022–dosud | Paldea       | rozšíření The Hidden Treasure of Area Zero     | Nintendo Switch              | 15             | 120             | 1025           |

### Seznam druhů
| Legenda        | Legenda            | Legenda                                                                        |
| Barva / symbol | Význam             | Popis                                                                          |
| -------------- | ------------------ | ------------------------------------------------------------------------------ |
| †              | startovní pokémon  | První pokémon, kterého hráč dostane ve videohře z hlavní série.                |
| ~              | zkamenělý pokémon  | Starodávný pokémon, jehož lze získat ze vzkříšení fosílií a následnou evolucí. |
| ※              | dětský pokémon     | Dětský pokémon, kterého lze získat chovem vyvinutých forem pokémonů.           |
| ‡              | legendární pokémon | Silný pokémon, jenž je spojen s legendami a tradicemi světa pokémonů.          |
| ♭              | mytický pokémon    | Pokémon, kterého lze získat pouze ze speciálních událostí.                     |
| ♯              | ultra beast        | Pokémon z jiné dimenze.                                                        |

| 1. generace          | 1. generace          | 2. generace          | 2. generace          | 3. generace          | 3. generace          | 4. generace          | 4. generace          | 5. generace | 5. generace | 6. generace          | 6. generace          | 7. generace          | 7. generace          | 8. generace          | 8. generace          |
| Č.                   | Jméno                | Č.                   | Jméno                | Č.                   | Jméno                | Č.                   | Jméno                | Č.          | Jméno       | Č.                   | Jméno                | Č.                   | Jméno                | Č.                   | Jméno                |
| -------------------- | -------------------- | -------------------- | -------------------- | -------------------- | -------------------- | -------------------- | -------------------- | ----------- | ----------- | -------------------- | -------------------- | -------------------- | -------------------- | -------------------- | -------------------- |
| 001                  | Bulbasaur †          | 152                  | Chikorita †          | 252                  | Treecko †            | 387                  | Turtwig †            | 494         | Victini ♭   | 650                  | Chespin †            | 722                  | Rowlet †             | 810                  | Grookey †            |
| 002                  | Ivysaur              | 153                  | Bayleef              | 253                  | Grovyle              | 388                  | Grotle               | 495         | Snivy †     | 651                  | Quilladin            | 723                  | Dartrix              | 811                  | Thwackey             |
| 003                  | Venusaur             | 154                  | Meganium             | 254                  | Sceptile             | 389                  | Torterra             | 496         | Servine     | 652                  | Chesnaught           | 724                  | Decidueye            | 812                  | Rillaboom            |
| 004                  | Charmander†          | 155                  | Cyndaquil †          | 255                  | Torchic †            | 390                  | Chimchar †           | 497         | Serperior   | 653                  | Fennekin †           | 725                  | Litten †             | 813                  | Scorbunny †          |
| 005                  | Charmeleon           | 156                  | Quilava              | 256                  | Combusken            | 391                  | Monferno             | 498         | Tepig †     | 654                  | Braixen              | 726                  | Torracat             | 814                  | Raboot               |
| 006                  | Charizard            | 157                  | Typhlosion           | 257                  | Blaziken             | 392                  | Infernape            | 499         | Pignite     | 655                  | Delphox              | 727                  | Incineroar           | 815                  | Cinderace            |
| 007                  | Squirtle †           | 158                  | Totodile †           | 258                  | Mudkip †             | 393                  | Piplup †             | 500         | Emboar      | 656                  | Froakie †            | 728                  | Popplio †            | 816                  | Sobble †             |
| 008                  | Wartortle            | 159                  | Croconaw             | 259                  | Marshtomp            | 394                  | Prinplup             | 501         | Oshawott †  | 657                  | Frogadier            | 729                  | Brionne              | 817                  | Drizzile             |
| 009                  | Blastoise            | 160                  | Feraligatr           | 260                  | Swampert             | 395                  | Empoleon             | 502         | Dewott      | 658                  | Greninja             | 730                  | Primarina            | 818                  | Inteleon             |
| 010                  | Caterpie             | 161                  | Sentret              | 261                  | Poochyena            | 396                  | Starly               | 503         | Samurott    | 659                  | Bunnelby             | 731                  | Pikipek              | 819                  | Skwovet              |
| 011                  | Metapod              | 162                  | Furret               | 262                  | Mightyena            | 397                  | Staravia             | 504         | Patrat      | 660                  | Diggersby            | 732                  | Trumbeak             | 820                  | Greedent             |
| 012                  | Butterfree           | 163                  | Hoothoot             | 263                  | Zigzagoon            | 398                  | Staraptor            | 505         | Watchog     | 661                  | Fletchling           | 733                  | Toucannon            | 821                  | Rookidee             |
| 013                  | Weedle               | 164                  | Noctowl              | 264                  | Linoone              | 399                  | Bidoof               | 506         | Lillipup    | 662                  | Fletchinder          | 734                  | Yungoos              | 822                  | Corvisquire          |
| 014                  | Kakuna               | 165                  | Ledyba               | 265                  | Wurmple              | 400                  | Bibarel              | 507         | Herdier     | 663                  | Talonflame           | 735                  | Gumshoos             | 823                  | Corviknight          |
| 015                  | Beedrill             | 166                  | Ledian               | 266                  | Silcoon              | 401                  | Kricketot            | 508         | Stoutland   | 664                  | Scatterbug           | 736                  | Grubbin              | 824                  | Blipbug              |
| 016                  | Pidgey               | 167                  | Spinarak             | 267                  | Beautifly            | 402                  | Kricketune           | 509         | Purrloin    | 665                  | Spewpa               | 737                  | Charjabug            | 825                  | Dottler              |
| 017                  | Pidgeotto            | 168                  | Ariados              | 268                  | Cascoon              | 403                  | Shinx                | 510         | Liepard     | 666                  | Vivillon             | 738                  | Vikavolt             | 826                  | Orbeetle             |
| 018                  | Pidgeot              | 169                  | Crobat               | 269                  | Dustox               | 404                  | Luxio                | 511         | Pansage     | 667                  | Litleo               | 739                  | Crabrawler           | 827                  | Nickit               |
| 019                  | Rattata              | 170                  | Chinchou             | 270                  | Lotad                | 405                  | Luxray               | 512         | Simisage    | 668                  | Pyroar               | 740                  | Crabominable         | 828                  | Thievul              |
| 020                  | Raticate             | 171                  | Lanturn              | 271                  | Lombre               | 406                  | Budew ※              | 513         | Pansear     | 669                  | Flabébé              | 741                  | Oricorio             | 829                  | Gossifleur           |
| 021                  | Spearow              | 172                  | Pichu ※              | 272                  | Ludicolo             | 407                  | Roserade             | 514         | Simisear    | 670                  | Floette              | 742                  | Cutiefly             | 830                  | Eldegoss             |
| 022                  | Fearow               | 173                  | Cleffa ※             | 273                  | Seedot               | 408                  | Cranidos ~           | 515         | Panpour     | 671                  | Florges              | 743                  | Ribombee             | 831                  | Wooloo               |
| 023                  | Ekans                | 174                  | Igglybuff ※          | 274                  | Nuzleaf              | 409                  | Rampardos~           | 516         | Simipour    | 672                  | Skiddo               | 744                  | Rockruff             | 832                  | Dubwool              |
| 024                  | Arbok                | 175                  | Togepi ※             | 275                  | Shiftry              | 410                  | Shieldon ~           | 517         | Munna       | 673                  | Gogoat               | 745                  | Lycanroc             | 833                  | Chewtle              |
| 025                  | Pikachu †            | 176                  | Togetic              | 276                  | Taillow              | 411                  | Bastiodon ~          | 518         | Musharna    | 674                  | Pancham              | 746                  | Wishiwashi           | 834                  | Drednaw              |
| 026                  | Raichu               | 177                  | Natu                 | 277                  | Swellow              | 412                  | Burmy                | 519         | Pidove      | 675                  | Pangoro              | 747                  | Mareanie             | 835                  | Yamper               |
| 027                  | Sandshrew            | 178                  | Xatu                 | 278                  | Wingull              | 413                  | Wormadam             | 520         | Tranquill   | 676                  | Furfrou              | 748                  | Toxapex              | 836                  | Boltund              |
| 028                  | Sandslash            | 179                  | Mareep               | 279                  | Pelipper             | 414                  | Mothim               | 521         | Unfezant    | 677                  | Espurr               | 749                  | Mudbray              | 837                  | Rolycoly             |
| 029                  | Nidoran♀             | 180                  | Flaaffy              | 280                  | Ralts                | 415                  | Combee               | 522         | Blitzle     | 678                  | Meowstic             | 750                  | Mudsdale             | 838                  | Carkol               |
| 030                  | Nidorina             | 181                  | Ampharos             | 281                  | Kirlia               | 416                  | Vespiquen            | 523         | Zebstrika   | 679                  | Honedge              | 751                  | Dewpider             | 839                  | Coalossal            |
| 031                  | Nidoqueen            | 182                  | Bellossom            | 282                  | Gardevoir            | 417                  | Pachirisu            | 524         | Roggenrola  | 680                  | Doublade             | 752                  | Araquanid            | 840                  | Applin               |
| 032                  | Nidoran♂             | 183                  | Marill               | 283                  | Surskit              | 418                  | Buizel               | 525         | Boldore     | 681                  | Aegislash            | 753                  | Fomantis             | 841                  | Flapple              |
| 033                  | Nidorino             | 184                  | Azumarill            | 284                  | Masquerain           | 419                  | Floatzel             | 526         | Gigalith    | 682                  | Spritzee             | 754                  | Lurantis             | 842                  | Appletun             |
| 034                  | Nidoking             | 185                  | Sudowoodo            | 285                  | Shroomish            | 420                  | Cherubi              | 527         | Woobat      | 683                  | Aromatisse           | 755                  | Morelull             | 843                  | Silicobra            |
| 035                  | Clefairy             | 186                  | Politoed             | 286                  | Breloom              | 421                  | Cherrim              | 528         | Swoobat     | 684                  | Swirlix              | 756                  | Shiinotic            | 844                  | Sandaconda           |
| 036                  | Clefable             | 187                  | Hoppip               | 287                  | Slakoth              | 422                  | Shellos              | 529         | Drilbur     | 685                  | Slurpuff             | 757                  | Salandit             | 845                  | Cramorant            |
| 037                  | Vulpix               | 188                  | Skiploom             | 288                  | Vigoroth             | 423                  | Gastrodon            | 530         | Excadrill   | 686                  | Inkay                | 758                  | Salazzle             | 846                  | Arrokuda             |
| 038                  | Ninetales            | 189                  | Jumpluff             | 289                  | Slaking              | 424                  | Ambipom              | 531         | Audino      | 687                  | Malamar              | 759                  | Stufful              | 847                  | Barraskewda          |
| 039                  | Jigglypuff           | 190                  | Aipom                | 290                  | Nincada              | 425                  | Drifloon             | 532         | Timburr     | 688                  | Binacle              | 760                  | Bewear               | 848                  | Toxel ※              |
| 040                  | Wigglytuff           | 191                  | Sunkern              | 291                  | Ninjask              | 426                  | Drifblim             | 533         | Gurdurr     | 689                  | Barbaracle           | 761                  | Bounsweet            | 849                  | Toxtricity           |
| 041                  | Zubat                | 192                  | Sunflora             | 292                  | Shedinja             | 427                  | Buneary              | 534         | Conkeldurr  | 690                  | Skrelp               | 762                  | Steenee              | 850                  | Sizzlipede           |
| 042                  | Golbat               | 193                  | Yanma                | 293                  | Whismur              | 428                  | Lopunny              | 535         | Tympole     | 691                  | Dragalge             | 763                  | Tsareena             | 851                  | Centiskorch          |
| 043                  | Oddish               | 194                  | Wooper               | 294                  | Loudred              | 429                  | Mismagius            | 536         | Palpitoad   | 692                  | Clauncher            | 764                  | Comfey               | 852                  | Clobbopus            |
| 044                  | Gloom                | 195                  | Quagsire             | 295                  | Exploud              | 430                  | Honchkrow            | 537         | Seismitoad  | 693                  | Clawitzer            | 765                  | Oranguru             | 853                  | Grapploct            |
| 045                  | Vileplume            | 196                  | Espeon               | 296                  | Makuhita             | 431                  | Glameow              | 538         | Throh       | 694                  | Helioptile           | 766                  | Passimian            | 854                  | Sinistea             |
| 046                  | Paras                | 197                  | Umbreon              | 297                  | Hariyama             | 432                  | Purugly              | 539         | Sawk        | 695                  | Heliolisk            | 767                  | Wimpod               | 855                  | Polteageist          |
| 047                  | Parasect             | 198                  | Murkrow              | 298                  | Azurill ※            | 433                  | Chingling ※          | 540         | Sewaddle    | 696                  | Tyrunt ~             | 768                  | Golisopod            | 856                  | Hatenna              |
| 048                  | Venonat              | 199                  | Slowking             | 299                  | Nosepass             | 434                  | Stunky               | 541         | Swadloon    | 697                  | Tyrantrum ~          | 769                  | Sandygast            | 857                  | Hattrem              |
| 049                  | Venomoth             | 200                  | Misdreavus           | 300                  | Skitty               | 435                  | Skuntank             | 542         | Leavanny    | 698                  | Amaura ~             | 770                  | Palossand            | 858                  | Hatterene            |
| 050                  | Diglett              | 201                  | Unown                | 301                  | Delcatty             | 436                  | Bronzor              | 543         | Venipede    | 699                  | Aurorus ~            | 771                  | Pyukumuku            | 859                  | Impidimp             |
| 051                  | Dugtrio              | 202                  | Wobbuffet            | 302                  | Sableye              | 437                  | Bronzong             | 544         | Whirlipede  | 700                  | Sylveon              | 772                  | Type: Null ‡         | 860                  | Morgrem              |
| 052                  | Meowth               | 203                  | Girafarig            | 303                  | Mawile               | 438                  | Bonsly ※             | 545         | Scolipede   | 701                  | Hawlucha             | 773                  | Silvally ‡           | 861                  | Grimmsnarl           |
| 053                  | Persian              | 204                  | Pineco               | 304                  | Aron                 | 439                  | Mime Jr. ※           | 546         | Cottonee    | 702                  | Dedenne              | 774                  | Minior               | 862                  | Obstagoon            |
| 054                  | Psyduck              | 205                  | Forretress           | 305                  | Lairon               | 440                  | Happiny ※            | 547         | Whimsicott  | 703                  | Carbink              | 775                  | Komala               | 863                  | Perrserker           |
| 055                  | Golduck              | 206                  | Dunsparce            | 306                  | Aggron               | 441                  | Chatot               | 548         | Petilil     | 704                  | Goomy                | 776                  | Turtonator           | 864                  | Cursola              |
| 056                  | Mankey               | 207                  | Gligar               | 307                  | Meditite             | 442                  | Spiritomb            | 549         | Lilligant   | 705                  | Sliggoo              | 777                  | Togedemaru           | 865                  | Sirfetch'd           |
| 057                  | Primeape             | 208                  | Steelix              | 308                  | Medicham             | 443                  | Gible                | 550         | Basculin    | 706                  | Goodra               | 778                  | Mimikyu              | 866                  | Mr. Rime             |
| 058                  | Growlithe            | 209                  | Snubbull             | 309                  | Electrike            | 444                  | Gabite               | 551         | Sandile     | 707                  | Klefki               | 779                  | Bruxish              | 867                  | Runerigus            |
| 059                  | Arcanine             | 210                  | Granbull             | 310                  | Manectric            | 445                  | Garchomp             | 552         | Krokorok    | 708                  | Phantump             | 780                  | Drampa               | 868                  | Milcery              |
| 060                  | Poliwag              | 211                  | Qwilfish             | 311                  | Plusle               | 446                  | Munchlax※            | 553         | Krookodile  | 709                  | Trevenant            | 781                  | Dhelmise             | 869                  | Alcremie             |
| 061                  | Poliwhirl            | 212                  | Scizor               | 312                  | Minun                | 447                  | Riolu ※              | 554         | Darumaka    | 710                  | Pumpkaboo            | 782                  | Jangmo-o             | 870                  | Falinks              |
| 062                  | Poliwrath            | 213                  | Shuckle              | 313                  | Volbeat              | 448                  | Lucario              | 555         | Darmanitan  | 711                  | Gourgeist            | 783                  | Hakamo-o             | 871                  | Pincurchin           |
| 063                  | Abra                 | 214                  | Heracross            | 314                  | Illumise             | 449                  | Hippopotas           | 556         | Maractus    | 712                  | Bergmite             | 784                  | Kommo-o              | 872                  | Snom                 |
| 064                  | Kadabra              | 215                  | Sneasel              | 315                  | Roselia              | 450                  | Hippowdon            | 557         | Dwebble     | 713                  | Avalugg              | 785                  | Tapu Koko ‡          | 873                  | Frosmoth             |
| 065                  | Alakazam             | 216                  | Teddiursa            | 316                  | Gulpin               | 451                  | Skorupi              | 558         | Crustle     | 714                  | Noibat               | 786                  | Tapu Lele ‡          | 874                  | Stonjourner          |
| 066                  | Machop               | 217                  | Ursaring             | 317                  | Swalot               | 452                  | Drapion              | 559         | Scraggy     | 715                  | Noivern              | 787                  | Tapu Bulu ‡          | 875                  | Eiscue               |
| 067                  | Machoke              | 218                  | Slugma               | 318                  | Carvanha             | 453                  | Croagunk             | 560         | Scrafty     | 716                  | Xerneas ‡            | 788                  | Tapu Fini ‡          | 876                  | Indeedee             |
| 068                  | Machamp              | 219                  | Magcargo             | 319                  | Sharpedo             | 454                  | Toxicroak            | 561         | Sigilyph    | 717                  | Yveltal ‡            | 789                  | Cosmog ‡             | 877                  | Morpeko              |
| 069                  | Bellsprout           | 220                  | Swinub               | 320                  | Wailmer              | 455                  | Carnivine            | 562         | Yamask      | 718                  | Zygarde ‡            | 790                  | Cosmoem ‡            | 878                  | Cufant               |
| 070                  | Weepinbell           | 221                  | Piloswine            | 321                  | Wailord              | 456                  | Finneon              | 563         | Cofagrigus  | 719                  | Diancie ♭            | 791                  | Solgaleo ‡           | 879                  | Copperajah           |
| 071                  | Victreebel           | 222                  | Corsola              | 322                  | Numel                | 457                  | Lumineon             | 564         | Tirtouga ~  | 720                  | Hoopa ♭              | 792                  | Lunala ‡             | 880                  | Dracozolt ~          |
| 072                  | Tentacool            | 223                  | Remoraid             | 323                  | Camerupt             | 458                  | Mantyke ※            | 565         | Carracosta~ | 721                  | Volcanion ♭          | 793                  | Nihilego ♯           | 881                  | Arctozolt ~          |
| 073                  | Tentacruel           | 224                  | Octillery            | 324                  | Torkoal              | 459                  | Snover               | 566         | Archen ~    | žádní další pokémoni | žádní další pokémoni | 794                  | Buzzwole ♯           | 882                  | Dracovish ~          |
| 074                  | Geodude              | 225                  | Delibird             | 325                  | Spoink               | 460                  | Abomasnow            | 567         | Archeops ~  | žádní další pokémoni | žádní další pokémoni | 795                  | Pheromosa ♯          | 883                  | Arctovish ~          |
| 075                  | Graveler             | 226                  | Mantine              | 326                  | Grumpig              | 461                  | Weavile              | 568         | Trubbish    | žádní další pokémoni | žádní další pokémoni | 796                  | Xurkitree ♯          | 884                  | Duraludon            |
| 076                  | Golem                | 227                  | Skarmory             | 327                  | Spinda               | 462                  | Magnezone            | 569         | Garbodor    | žádní další pokémoni | žádní další pokémoni | 797                  | Celesteela ♯         | 885                  | Dreepy               |
| 077                  | Ponyta               | 228                  | Houndour             | 328                  | Trapinch             | 463                  | Lickilicky           | 570         | Zorua       | žádní další pokémoni | žádní další pokémoni | 798                  | Kartana ♯            | 886                  | Drakloak             |
| 078                  | Rapidash             | 229                  | Houndoom             | 329                  | Vibrava              | 464                  | Rhyperior            | 571         | Zoroark     | žádní další pokémoni | žádní další pokémoni | 799                  | Guzzlord ♯           | 887                  | Dragapult            |
| 079                  | Slowpoke             | 230                  | Kingdra              | 330                  | Flygon               | 465                  | Tangrowth            | 572         | Minccino    | žádní další pokémoni | žádní další pokémoni | 800                  | Necrozma ‡           | 888                  | Zacian ‡             |
| 080                  | Slowbro              | 231                  | Phanpy               | 331                  | Cacnea               | 466                  | Electivire           | 573         | Cinccino    | žádní další pokémoni | žádní další pokémoni | 801                  | Magearna ♭           | 889                  | Zamazenta ‡          |
| 081                  | Magnemite            | 232                  | Donphan              | 332                  | Cacturne             | 467                  | Magmortar            | 574         | Gothita     | žádní další pokémoni | žádní další pokémoni | 802                  | Marshadow ♭          | 890                  | Eternatus ‡          |
| 082                  | Magneton             | 233                  | Porygon2             | 333                  | Swablu               | 468                  | Togekiss             | 575         | Gothorita   | žádní další pokémoni | žádní další pokémoni | 803                  | Poipole ♯            | 891                  | Kubfu ‡              |
| 083                  | Farfetch'd           | 234                  | Stantler             | 334                  | Altaria              | 469                  | Yanmega              | 576         | Gothitelle  | žádní další pokémoni | žádní další pokémoni | 804                  | Naganadel ♯          | 892                  | Urshifu ‡            |
| 084                  | Doduo                | 235                  | Smeargle             | 335                  | Zangoose             | 470                  | Leafeon              | 577         | Solosis     | žádní další pokémoni | žádní další pokémoni | 805                  | Stakataka ♯          | 893                  | Zarude ♭             |
| 085                  | Dodrio               | 236                  | Tyrogue ※            | 336                  | Seviper              | 471                  | Glaceon              | 578         | Duosion     | žádní další pokémoni | žádní další pokémoni | 806                  | Blacephalon♯         | 894                  | Regieleki ‡          |
| 086                  | Seel                 | 237                  | Hitmontop            | 337                  | Lunatone             | 472                  | Gliscor              | 579         | Reuniclus   | žádní další pokémoni | žádní další pokémoni | 807                  | Zeraora ♭            | 895                  | Regidrago ‡          |
| 087                  | Dewgong              | 238                  | Smoochum※            | 338                  | Solrock              | 473                  | Mamoswine            | 580         | Ducklett    | žádní další pokémoni | žádní další pokémoni | 808                  | Meltan ♭             | 896                  | Glastrier ‡          |
| 088                  | Grimer               | 239                  | Elekid ※             | 339                  | Barboach             | 474                  | Porygon-Z            | 581         | Swanna      | žádní další pokémoni | žádní další pokémoni | 809                  | Melmetal ♭           | 897                  | Spectrier ‡          |
| 089                  | Muk                  | 240                  | Magby ※              | 340                  | Whiscash             | 475                  | Gallade              | 582         | Vanillite   | žádní další pokémoni | žádní další pokémoni | žádní další pokémoni | žádní další pokémoni | 898                  | Calyrex ‡            |
| 090                  | Shellder             | 241                  | Miltank              | 341                  | Corphish             | 476                  | Probopass            | 583         | Vanillish   | žádní další pokémoni | žádní další pokémoni | žádní další pokémoni | žádní další pokémoni | žádní další pokémoni | žádní další pokémoni |
| 091                  | Cloyster             | 242                  | Blissey              | 342                  | Crawdaunt            | 477                  | Dusknoir             | 584         | Vanilluxe   | žádní další pokémoni | žádní další pokémoni | žádní další pokémoni | žádní další pokémoni | žádní další pokémoni | žádní další pokémoni |
| 092                  | Gastly               | 243                  | Raikou ‡             | 343                  | Baltoy               | 478                  | Froslass             | 585         | Deerling    | žádní další pokémoni | žádní další pokémoni | žádní další pokémoni | žádní další pokémoni | žádní další pokémoni | žádní další pokémoni |
| 093                  | Haunter              | 244                  | Entei ‡              | 344                  | Claydol              | 479                  | Rotom                | 586         | Sawsbuck    | žádní další pokémoni | žádní další pokémoni | žádní další pokémoni | žádní další pokémoni | žádní další pokémoni | žádní další pokémoni |
| 094                  | Gengar               | 245                  | Suicune ‡            | 345                  | Lileep ~             | 480                  | Uxie ‡               | 587         | Emolga      | žádní další pokémoni | žádní další pokémoni | žádní další pokémoni | žádní další pokémoni | žádní další pokémoni | žádní další pokémoni |
| 095                  | Onix                 | 246                  | Larvitar             | 346                  | Cradily ~            | 481                  | Mesprit ‡            | 588         | Karrablast  | žádní další pokémoni | žádní další pokémoni | žádní další pokémoni | žádní další pokémoni | žádní další pokémoni | žádní další pokémoni |
| 096                  | Drowzee              | 247                  | Pupitar              | 347                  | Anorith ~            | 482                  | Azelf ‡              | 589         | Escavalier  | žádní další pokémoni | žádní další pokémoni | žádní další pokémoni | žádní další pokémoni | žádní další pokémoni | žádní další pokémoni |
| 097                  | Hypno                | 248                  | Tyranitar            | 348                  | Armaldo ~            | 483                  | Dialga ‡             | 590         | Foongus     | žádní další pokémoni | žádní další pokémoni | žádní další pokémoni | žádní další pokémoni | žádní další pokémoni | žádní další pokémoni |
| 098                  | Krabby               | 249                  | Lugia ‡              | 349                  | Feebas               | 484                  | Palkia ‡             | 591         | Amoonguss   | žádní další pokémoni | žádní další pokémoni | žádní další pokémoni | žádní další pokémoni | žádní další pokémoni | žádní další pokémoni |
| 099                  | Kingler              | 250                  | Ho-Oh ‡              | 350                  | Milotic              | 485                  | Heatran ‡            | 592         | Frillish    | žádní další pokémoni | žádní další pokémoni | žádní další pokémoni | žádní další pokémoni | žádní další pokémoni | žádní další pokémoni |
| 100                  | Voltorb              | 251                  | Celebi ♭             | 351                  | Castform             | 486                  | Regigigas ‡          | 593         | Jellicent   | žádní další pokémoni | žádní další pokémoni | žádní další pokémoni | žádní další pokémoni | žádní další pokémoni | žádní další pokémoni |
| 101                  | Electrode            | žádní další pokémoni | žádní další pokémoni | 352                  | Kecleon              | 487                  | Giratina ‡           | 594         | Alomomola   | žádní další pokémoni | žádní další pokémoni | žádní další pokémoni | žádní další pokémoni | žádní další pokémoni | žádní další pokémoni |
| 102                  | Exeggcute            | žádní další pokémoni | žádní další pokémoni | 353                  | Shuppet              | 488                  | Cresselia ‡          | 595         | Joltik      | žádní další pokémoni | žádní další pokémoni | žádní další pokémoni | žádní další pokémoni | žádní další pokémoni | žádní další pokémoni |
| 103                  | Exeggutor            | žádní další pokémoni | žádní další pokémoni | 354                  | Banette              | 489                  | Phione ♭             | 596         | Galvantula  | žádní další pokémoni | žádní další pokémoni | žádní další pokémoni | žádní další pokémoni | žádní další pokémoni | žádní další pokémoni |
| 104                  | Cubone               | žádní další pokémoni | žádní další pokémoni | 355                  | Duskull              | 490                  | Manaphy ♭            | 597         | Ferroseed   | žádní další pokémoni | žádní další pokémoni | žádní další pokémoni | žádní další pokémoni | žádní další pokémoni | žádní další pokémoni |
| 105                  | Marowak              | žádní další pokémoni | žádní další pokémoni | 356                  | Dusclops             | 491                  | Darkrai ♭            | 598         | Ferrothorn  | žádní další pokémoni | žádní další pokémoni | žádní další pokémoni | žádní další pokémoni | žádní další pokémoni | žádní další pokémoni |
| 106                  | Hitmonlee            | žádní další pokémoni | žádní další pokémoni | 357                  | Tropius              | 492                  | Shaymin ♭            | 599         | Klink       | žádní další pokémoni | žádní další pokémoni | žádní další pokémoni | žádní další pokémoni | žádní další pokémoni | žádní další pokémoni |
| 107                  | Hitmonchan           | žádní další pokémoni | žádní další pokémoni | 358                  | Chimecho             | 493                  | Arceus ♭             | 600         | Klang       | žádní další pokémoni | žádní další pokémoni | žádní další pokémoni | žádní další pokémoni | žádní další pokémoni | žádní další pokémoni |
| 108                  | Lickitung            | žádní další pokémoni | žádní další pokémoni | 359                  | Absol                | žádní další pokémoni | žádní další pokémoni | 601         | Klinklang   | žádní další pokémoni | žádní další pokémoni | žádní další pokémoni | žádní další pokémoni | žádní další pokémoni | žádní další pokémoni |
| 109                  | Koffing              | žádní další pokémoni | žádní další pokémoni | 360                  | Wynaut ※             | žádní další pokémoni | žádní další pokémoni | 602         | Tynamo      | žádní další pokémoni | žádní další pokémoni | žádní další pokémoni | žádní další pokémoni | žádní další pokémoni | žádní další pokémoni |
| 110                  | Weezing              | žádní další pokémoni | žádní další pokémoni | 361                  | Snorunt              | žádní další pokémoni | žádní další pokémoni | 603         | Eelektrik   | žádní další pokémoni | žádní další pokémoni | žádní další pokémoni | žádní další pokémoni | žádní další pokémoni | žádní další pokémoni |
| 111                  | Rhyhorn              | žádní další pokémoni | žádní další pokémoni | 362                  | Glalie               | žádní další pokémoni | žádní další pokémoni | 604         | Eelektross  | žádní další pokémoni | žádní další pokémoni | žádní další pokémoni | žádní další pokémoni | žádní další pokémoni | žádní další pokémoni |
| 112                  | Rhydon               | žádní další pokémoni | žádní další pokémoni | 363                  | Spheal               | žádní další pokémoni | žádní další pokémoni | 605         | Elgyem      | žádní další pokémoni | žádní další pokémoni | žádní další pokémoni | žádní další pokémoni | žádní další pokémoni | žádní další pokémoni |
| 113                  | Chansey              | žádní další pokémoni | žádní další pokémoni | 364                  | Sealeo               | žádní další pokémoni | žádní další pokémoni | 606         | Beheeyem    | žádní další pokémoni | žádní další pokémoni | žádní další pokémoni | žádní další pokémoni | žádní další pokémoni | žádní další pokémoni |
| 114                  | Tangela              | žádní další pokémoni | žádní další pokémoni | 365                  | Walrein              | žádní další pokémoni | žádní další pokémoni | 607         | Litwick     | žádní další pokémoni | žádní další pokémoni | žádní další pokémoni | žádní další pokémoni | žádní další pokémoni | žádní další pokémoni |
| 115                  | Kangaskhan           | žádní další pokémoni | žádní další pokémoni | 366                  | Clamperl             | žádní další pokémoni | žádní další pokémoni | 608         | Lampent     | žádní další pokémoni | žádní další pokémoni | žádní další pokémoni | žádní další pokémoni | žádní další pokémoni | žádní další pokémoni |
| 116                  | Horsea               | žádní další pokémoni | žádní další pokémoni | 367                  | Huntail              | žádní další pokémoni | žádní další pokémoni | 609         | Chandelure  | žádní další pokémoni | žádní další pokémoni | žádní další pokémoni | žádní další pokémoni | žádní další pokémoni | žádní další pokémoni |
| 117                  | Seadra               | žádní další pokémoni | žádní další pokémoni | 368                  | Gorebyss             | žádní další pokémoni | žádní další pokémoni | 610         | Axew        | žádní další pokémoni | žádní další pokémoni | žádní další pokémoni | žádní další pokémoni | žádní další pokémoni | žádní další pokémoni |
| 118                  | Goldeen              | žádní další pokémoni | žádní další pokémoni | 369                  | Relicanth            | žádní další pokémoni | žádní další pokémoni | 611         | Fraxure     | žádní další pokémoni | žádní další pokémoni | žádní další pokémoni | žádní další pokémoni | žádní další pokémoni | žádní další pokémoni |
| 119                  | Seaking              | žádní další pokémoni | žádní další pokémoni | 370                  | Luvdisc              | žádní další pokémoni | žádní další pokémoni | 612         | Haxorus     | žádní další pokémoni | žádní další pokémoni | žádní další pokémoni | žádní další pokémoni | žádní další pokémoni | žádní další pokémoni |
| 120                  | Staryu               | žádní další pokémoni | žádní další pokémoni | 371                  | Bagon                | žádní další pokémoni | žádní další pokémoni | 613         | Cubchoo     | žádní další pokémoni | žádní další pokémoni | žádní další pokémoni | žádní další pokémoni | žádní další pokémoni | žádní další pokémoni |
| 121                  | Starmie              | žádní další pokémoni | žádní další pokémoni | 372                  | Shelgon              | žádní další pokémoni | žádní další pokémoni | 614         | Beartic     | žádní další pokémoni | žádní další pokémoni | žádní další pokémoni | žádní další pokémoni | žádní další pokémoni | žádní další pokémoni |
| 122                  | Mr. Mime             | žádní další pokémoni | žádní další pokémoni | 373                  | Salamence            | žádní další pokémoni | žádní další pokémoni | 615         | Cryogonal   | žádní další pokémoni | žádní další pokémoni | žádní další pokémoni | žádní další pokémoni | žádní další pokémoni | žádní další pokémoni |
| 123                  | Scyther              | žádní další pokémoni | žádní další pokémoni | 374                  | Beldum               | žádní další pokémoni | žádní další pokémoni | 616         | Shelmet     | žádní další pokémoni | žádní další pokémoni | žádní další pokémoni | žádní další pokémoni | žádní další pokémoni | žádní další pokémoni |
| 124                  | Jynx                 | žádní další pokémoni | žádní další pokémoni | 375                  | Metang               | žádní další pokémoni | žádní další pokémoni | 617         | Accelgor    | žádní další pokémoni | žádní další pokémoni | žádní další pokémoni | žádní další pokémoni | žádní další pokémoni | žádní další pokémoni |
| 125                  | Electabuzz           | žádní další pokémoni | žádní další pokémoni | 376                  | Metagross            | žádní další pokémoni | žádní další pokémoni | 618         | Stunfisk    | žádní další pokémoni | žádní další pokémoni | žádní další pokémoni | žádní další pokémoni | žádní další pokémoni | žádní další pokémoni |
| 126                  | Magmar               | žádní další pokémoni | žádní další pokémoni | 377                  | Regirock ‡           | žádní další pokémoni | žádní další pokémoni | 619         | Mienfoo     | žádní další pokémoni | žádní další pokémoni | žádní další pokémoni | žádní další pokémoni | žádní další pokémoni | žádní další pokémoni |
| 127                  | Pinsir               | žádní další pokémoni | žádní další pokémoni | 378                  | Regice ‡             | žádní další pokémoni | žádní další pokémoni | 620         | Mienshao    | žádní další pokémoni | žádní další pokémoni | žádní další pokémoni | žádní další pokémoni | žádní další pokémoni | žádní další pokémoni |
| 128                  | Tauros               | žádní další pokémoni | žádní další pokémoni | 379                  | Registeel ‡          | žádní další pokémoni | žádní další pokémoni | 621         | Druddigon   | žádní další pokémoni | žádní další pokémoni | žádní další pokémoni | žádní další pokémoni | žádní další pokémoni | žádní další pokémoni |
| 129                  | Magikarp             | žádní další pokémoni | žádní další pokémoni | 380                  | Latias ‡             | žádní další pokémoni | žádní další pokémoni | 622         | Golett      | žádní další pokémoni | žádní další pokémoni | žádní další pokémoni | žádní další pokémoni | žádní další pokémoni | žádní další pokémoni |
| 130                  | Gyarados             | žádní další pokémoni | žádní další pokémoni | 381                  | Latios ‡             | žádní další pokémoni | žádní další pokémoni | 623         | Golurk      | žádní další pokémoni | žádní další pokémoni | žádní další pokémoni | žádní další pokémoni | žádní další pokémoni | žádní další pokémoni |
| 131                  | Lapras               | žádní další pokémoni | žádní další pokémoni | 382                  | Kyogre ‡             | žádní další pokémoni | žádní další pokémoni | 624         | Pawniard    | žádní další pokémoni | žádní další pokémoni | žádní další pokémoni | žádní další pokémoni | žádní další pokémoni | žádní další pokémoni |
| 132                  | Ditto                | žádní další pokémoni | žádní další pokémoni | 383                  | Groudon ‡            | žádní další pokémoni | žádní další pokémoni | 625         | Bisharp     | žádní další pokémoni | žádní další pokémoni | žádní další pokémoni | žádní další pokémoni | žádní další pokémoni | žádní další pokémoni |
| 133                  | Eevee †              | žádní další pokémoni | žádní další pokémoni | 384                  | Rayquaza ‡           | žádní další pokémoni | žádní další pokémoni | 626         | Bouffalant  | žádní další pokémoni | žádní další pokémoni | žádní další pokémoni | žádní další pokémoni | žádní další pokémoni | žádní další pokémoni |
| 134                  | Vaporeon             | žádní další pokémoni | žádní další pokémoni | 385                  | Jirachi ♭            | žádní další pokémoni | žádní další pokémoni | 627         | Rufflet     | žádní další pokémoni | žádní další pokémoni | žádní další pokémoni | žádní další pokémoni | žádní další pokémoni | žádní další pokémoni |
| 135                  | Jolteon              | žádní další pokémoni | žádní další pokémoni | 386                  | Deoxys ♭             | žádní další pokémoni | žádní další pokémoni | 628         | Braviary    | žádní další pokémoni | žádní další pokémoni | žádní další pokémoni | žádní další pokémoni | žádní další pokémoni | žádní další pokémoni |
| 136                  | Flareon              | žádní další pokémoni | žádní další pokémoni | žádní další pokémoni | žádní další pokémoni | žádní další pokémoni | žádní další pokémoni | 629         | Vullaby     | žádní další pokémoni | žádní další pokémoni | žádní další pokémoni | žádní další pokémoni | žádní další pokémoni | žádní další pokémoni |
| 137                  | Porygon              | žádní další pokémoni | žádní další pokémoni | žádní další pokémoni | žádní další pokémoni | žádní další pokémoni | žádní další pokémoni | 630         | Mandibuzz   | žádní další pokémoni | žádní další pokémoni | žádní další pokémoni | žádní další pokémoni | žádní další pokémoni | žádní další pokémoni |
| 138                  | Omanyte ~            | žádní další pokémoni | žádní další pokémoni | žádní další pokémoni | žádní další pokémoni | žádní další pokémoni | žádní další pokémoni | 631         | Heatmor     | žádní další pokémoni | žádní další pokémoni | žádní další pokémoni | žádní další pokémoni | žádní další pokémoni | žádní další pokémoni |
| 139                  | Omastar ~            | žádní další pokémoni | žádní další pokémoni | žádní další pokémoni | žádní další pokémoni | žádní další pokémoni | žádní další pokémoni | 632         | Durant      | žádní další pokémoni | žádní další pokémoni | žádní další pokémoni | žádní další pokémoni | žádní další pokémoni | žádní další pokémoni |
| 140                  | Kabuto ~             | žádní další pokémoni | žádní další pokémoni | žádní další pokémoni | žádní další pokémoni | žádní další pokémoni | žádní další pokémoni | 633         | Deino       | žádní další pokémoni | žádní další pokémoni | žádní další pokémoni | žádní další pokémoni | žádní další pokémoni | žádní další pokémoni |
| 141                  | Kabutops ~           | žádní další pokémoni | žádní další pokémoni | žádní další pokémoni | žádní další pokémoni | žádní další pokémoni | žádní další pokémoni | 634         | Zweilous    | žádní další pokémoni | žádní další pokémoni | žádní další pokémoni | žádní další pokémoni | žádní další pokémoni | žádní další pokémoni |
| 142                  | Aerodactyl ~         | žádní další pokémoni | žádní další pokémoni | žádní další pokémoni | žádní další pokémoni | žádní další pokémoni | žádní další pokémoni | 635         | Hydreigon   | žádní další pokémoni | žádní další pokémoni | žádní další pokémoni | žádní další pokémoni | žádní další pokémoni | žádní další pokémoni |
| 143                  | Snorlax              | žádní další pokémoni | žádní další pokémoni | žádní další pokémoni | žádní další pokémoni | žádní další pokémoni | žádní další pokémoni | 636         | Larvesta    | žádní další pokémoni | žádní další pokémoni | žádní další pokémoni | žádní další pokémoni | žádní další pokémoni | žádní další pokémoni |
| 144                  | Articuno ‡           | žádní další pokémoni | žádní další pokémoni | žádní další pokémoni | žádní další pokémoni | žádní další pokémoni | žádní další pokémoni | 637         | Volcarona   | žádní další pokémoni | žádní další pokémoni | žádní další pokémoni | žádní další pokémoni | žádní další pokémoni | žádní další pokémoni |
| 145                  | Zapdos ‡             | žádní další pokémoni | žádní další pokémoni | žádní další pokémoni | žádní další pokémoni | žádní další pokémoni | žádní další pokémoni | 638         | Cobalion ‡  | žádní další pokémoni | žádní další pokémoni | žádní další pokémoni | žádní další pokémoni | žádní další pokémoni | žádní další pokémoni |
| 146                  | Moltres ‡            | žádní další pokémoni | žádní další pokémoni | žádní další pokémoni | žádní další pokémoni | žádní další pokémoni | žádní další pokémoni | 639         | Terrakion ‡ | žádní další pokémoni | žádní další pokémoni | žádní další pokémoni | žádní další pokémoni | žádní další pokémoni | žádní další pokémoni |
| 147                  | Dratini              | žádní další pokémoni | žádní další pokémoni | žádní další pokémoni | žádní další pokémoni | žádní další pokémoni | žádní další pokémoni | 640         | Virizion ‡  | žádní další pokémoni | žádní další pokémoni | žádní další pokémoni | žádní další pokémoni | žádní další pokémoni | žádní další pokémoni |
| 148                  | Dragonair            | žádní další pokémoni | žádní další pokémoni | žádní další pokémoni | žádní další pokémoni | žádní další pokémoni | žádní další pokémoni | 641         | Tornadus ‡  | žádní další pokémoni | žádní další pokémoni | žádní další pokémoni | žádní další pokémoni | žádní další pokémoni | žádní další pokémoni |
| 149                  | Dragonite            | žádní další pokémoni | žádní další pokémoni | žádní další pokémoni | žádní další pokémoni | žádní další pokémoni | žádní další pokémoni | 642         | Thundurus‡  | žádní další pokémoni | žádní další pokémoni | žádní další pokémoni | žádní další pokémoni | žádní další pokémoni | žádní další pokémoni |
| 150                  | Mewtwo ‡             | žádní další pokémoni | žádní další pokémoni | žádní další pokémoni | žádní další pokémoni | žádní další pokémoni | žádní další pokémoni | 643         | Reshiram ‡  | žádní další pokémoni | žádní další pokémoni | žádní další pokémoni | žádní další pokémoni | žádní další pokémoni | žádní další pokémoni |
| 151                  | Mew ♭                | žádní další pokémoni | žádní další pokémoni | žádní další pokémoni | žádní další pokémoni | žádní další pokémoni | žádní další pokémoni | 644         | Zekrom ‡    | žádní další pokémoni | žádní další pokémoni | žádní další pokémoni | žádní další pokémoni | žádní další pokémoni | žádní další pokémoni |
| žádní další pokémoni | žádní další pokémoni | žádní další pokémoni | žádní další pokémoni | žádní další pokémoni | žádní další pokémoni | žádní další pokémoni | žádní další pokémoni | 645         | Landorus ‡  | žádní další pokémoni | žádní další pokémoni | žádní další pokémoni | žádní další pokémoni | žádní další pokémoni | žádní další pokémoni |
| žádní další pokémoni | žádní další pokémoni | žádní další pokémoni | žádní další pokémoni | žádní další pokémoni | žádní další pokémoni | žádní další pokémoni | žádní další pokémoni | 646         | Kyurem ‡    | žádní další pokémoni | žádní další pokémoni | žádní další pokémoni | žádní další pokémoni | žádní další pokémoni | žádní další pokémoni |
| žádní další pokémoni | žádní další pokémoni | žádní další pokémoni | žádní další pokémoni | žádní další pokémoni | žádní další pokémoni | žádní další pokémoni | žádní další pokémoni | 647         | Keldeo ♭    | žádní další pokémoni | žádní další pokémoni | žádní další pokémoni | žádní další pokémoni | žádní další pokémoni | žádní další pokémoni |
| žádní další pokémoni | žádní další pokémoni | žádní další pokémoni | žádní další pokémoni | žádní další pokémoni | žádní další pokémoni | žádní další pokémoni | žádní další pokémoni | 648         | Meloetta ♭  | žádní další pokémoni | žádní další pokémoni | žádní další pokémoni | žádní další pokémoni | žádní další pokémoni | žádní další pokémoni |
| žádní další pokémoni | žádní další pokémoni | žádní další pokémoni | žádní další pokémoni | žádní další pokémoni | žádní další pokémoni | žádní další pokémoni | žádní další pokémoni | 649         | Genesect ♭  | žádní další pokémoni | žádní další pokémoni | žádní další pokémoni | žádní další pokémoni | žádní další pokémoni | žádní další pokémoni |

### Glitch pokémoni
Ve hrách na konzoli Game Boy, kterými jsou Pokémon Red, Green, Blue a Yellow, měli hráči možnost zpřístupnit 105 tzv. glitch pokémonů. Nenavrhli je designéři, ale hráči na ně mohli narazit v malé oblasti videoher. Mezi těmito druhy se nachází například i MissingNo., který je fanoušky a hráči notoricky známý.